# Arvo Salo

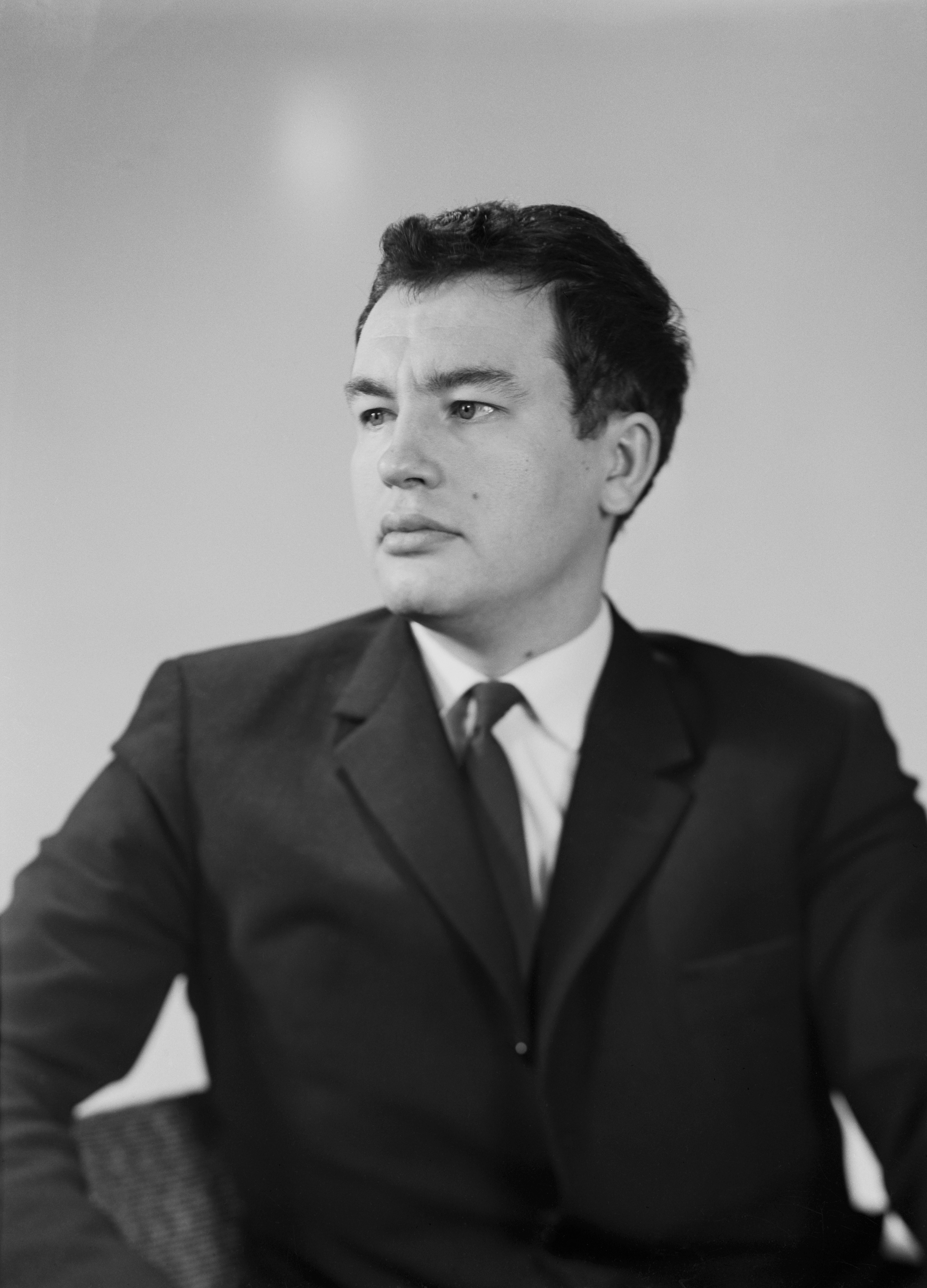
Arvo Salo im Jahr 1961.

Arvo Jaakko Henrikki Salo (* 2. Mai 1932 in Merikarvia, Finnland; † 9. Juli 2011 ebenda) war ein finnischer Journalist, Schriftsteller und Politiker der Sozialdemokratischen Partei Finnlands (SDP).

## Leben
Salo war nach Schulbesuch und Studium als Journalist tätig und war Redakteur bei der Studentenzeitung Ylioppilaslehti, bei der auflagenstärksten und einflussreichsten Tageszeitung Helsingin Sanomat sowie bei Uutispäivä Demari, der Parteizeitung der SDP. Für seine journalistische Arbeit und seine Artikel erhielt er 1964 den Eino-Leino-Preis sowie den Journalistenpreis der Wochenzeitung Suomen Kuvalehti.
Mitte der 1960er Jahre begann er seine schriftstellerische Laufbahn. Zu seinem literarischen Werk gehören Gedichte, Liedtexte und ein Drama. Er schuf mit der Lapualaisooppera (1966) einen Meilenstein in der Geschichte des radikalen Theaters in Finnland.
Neben seiner schriftstellerischen Laufbahn engagierte sich Salo als Politiker in der Sozialdemokratischen Partei Finnlands und wurde für diese 1966 erstmals in das Finnische Parlament gewählt, dem er zunächst bis 1970 angehörte. Zwischen 1979 und 1983 war er erneut Abgeordneter der SDP im Parlament sowie vom 31. Dezember 1982 bis zum 6. Mai 1983 Kulturminister im dritten Kabinett von Ministerpräsident Kalevi Sorsa.

## Filmografie

Grabstätte auf dem Friedhof an der Kirche in Merikarvia.

- 1967: Die Braut von Lapua (Original: Lapualaismorsian) Co-Drehbuch
- 1981: Das Zeichen der Bestie (Original: Pedon merkki), Drehbuch

## Veröffentlichungen (Auswahl)
- Tilauksia, 1966
- Kirjeitä hyllystäni, 1977
- Koetut runot, 1978
- Yks perkele, yks enkeli, 1985
- Kirjavat päivät, 1986
- Vallan miehet, 1986